# Velké Opatovice (zámek)
Zámek ve Velkých Opatovicích v okrese Blansko, pocházející z poloviny 18. století, se nachází nedaleko kostela svatého Jiří.
Na místě, kde stávala původní malá tvrz, dal roku 1699 postavit Jiří Markvart z Vězník skromný barokní zámek s pěti obytnými místnostmi. Na okolních pozemcích, které byly odvodněny, vznikl zámecký park. Roku 1757 nechal hrabě Karel Otto Salm-Neuburg na místě původního zámku postavit nový pozdně barokní stavbu. Při přestavbě byla zbořena i původní tzv. horní tvrz. V polovině 19. století a v letech 1908-1911 a 1914-1917 prošel zámek stavebními úpravami, při kterých byl nahrazeny původní střechy novými mansardovými s podkrovními místnostmi, postavena zahradní lodžie a při vjezdu do zámku vznikla nová vrátnice.
Za první světové války byl v zámku umístěn lazaret. Od roku 1934 zámek vlastní obec, která do něj nastěhovala obecní úřad a obecní školu, pro kterou zde byla přistavěna tělocvična. Roku 1973 vyhořela jižní část zámku, ve kterém byla umístěna škola a salla terenna. V 80. letech bylo v zámeckém parku zbudováno letní kino. Vyhořelá část zámku byla stržena a místo ní bylo podle projektu Ing. arch. Zdeňka Fránka zahájeno budování nového sálu. V zámku sídlí městský úřad, banka a několik soukromých podnikatelů. Zámek je chráněn jako kulturní památka České republiky.
Stavba nové části budovy trvala až do roku 2007. Po dokončení zde vzniklo Moravské kartografické centrum, vystavující zde stálou expozici z vlastních sbírek i ze sbírek Národního technického muzea.
Stavba arch. Fránka kombinuje hrubě opracovaný pohledový beton ve výstavních prostorách a dřevěné obložení střechy. Atypický strop hlavního sálu připomíná chrámovou loď.
Součástí zámeckého areálu je přízemní budova zimní zahrady, která původně navazovala na část zámku, vyhořelou v roce 1973. Budova od té doby nebyla sanována, dlouhodobě vykazuje poruchy statiky a je zařazena na seznamu ohrožených kulturních památek.

## Fotogalerie

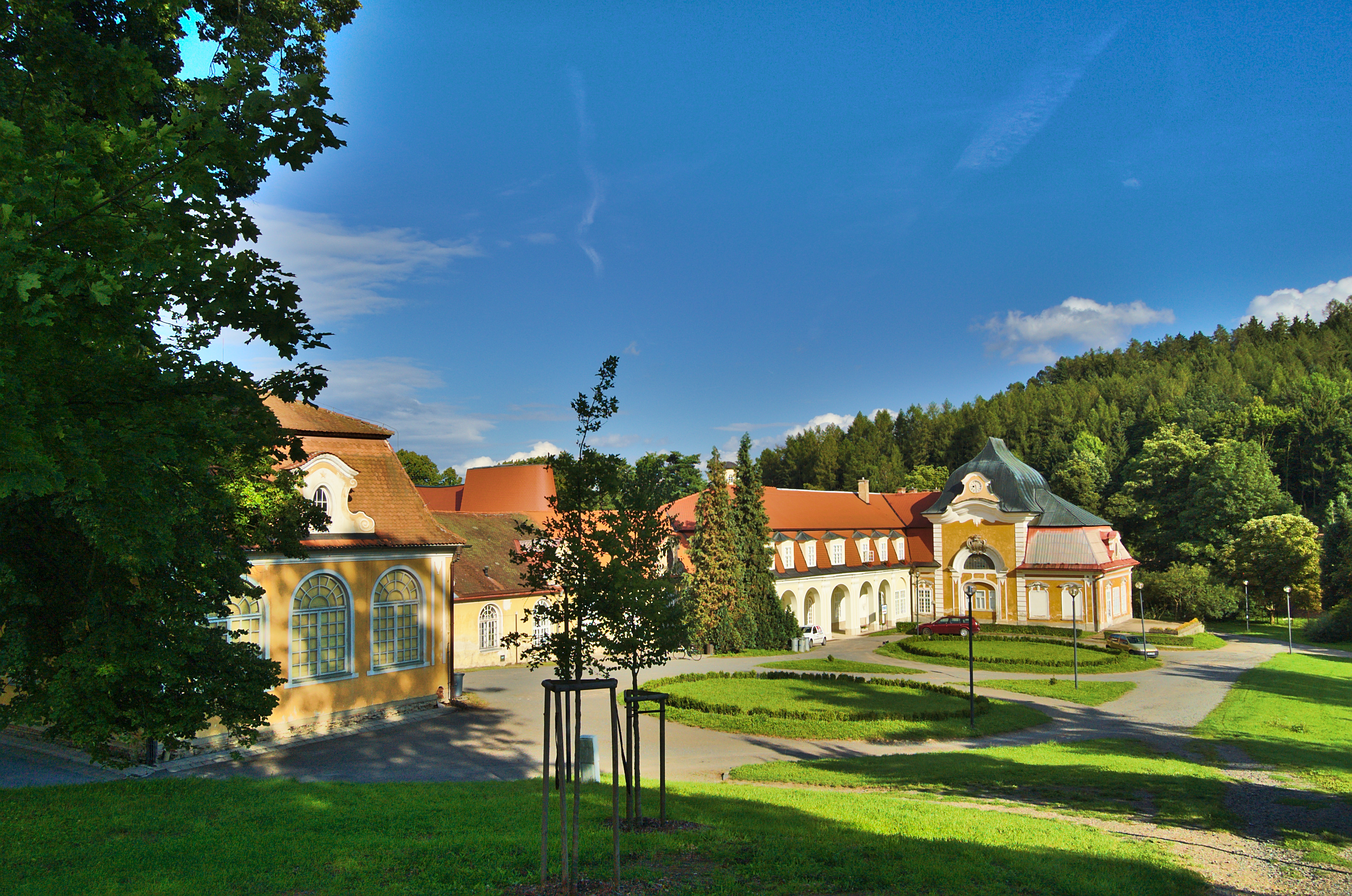
Čelní pohled
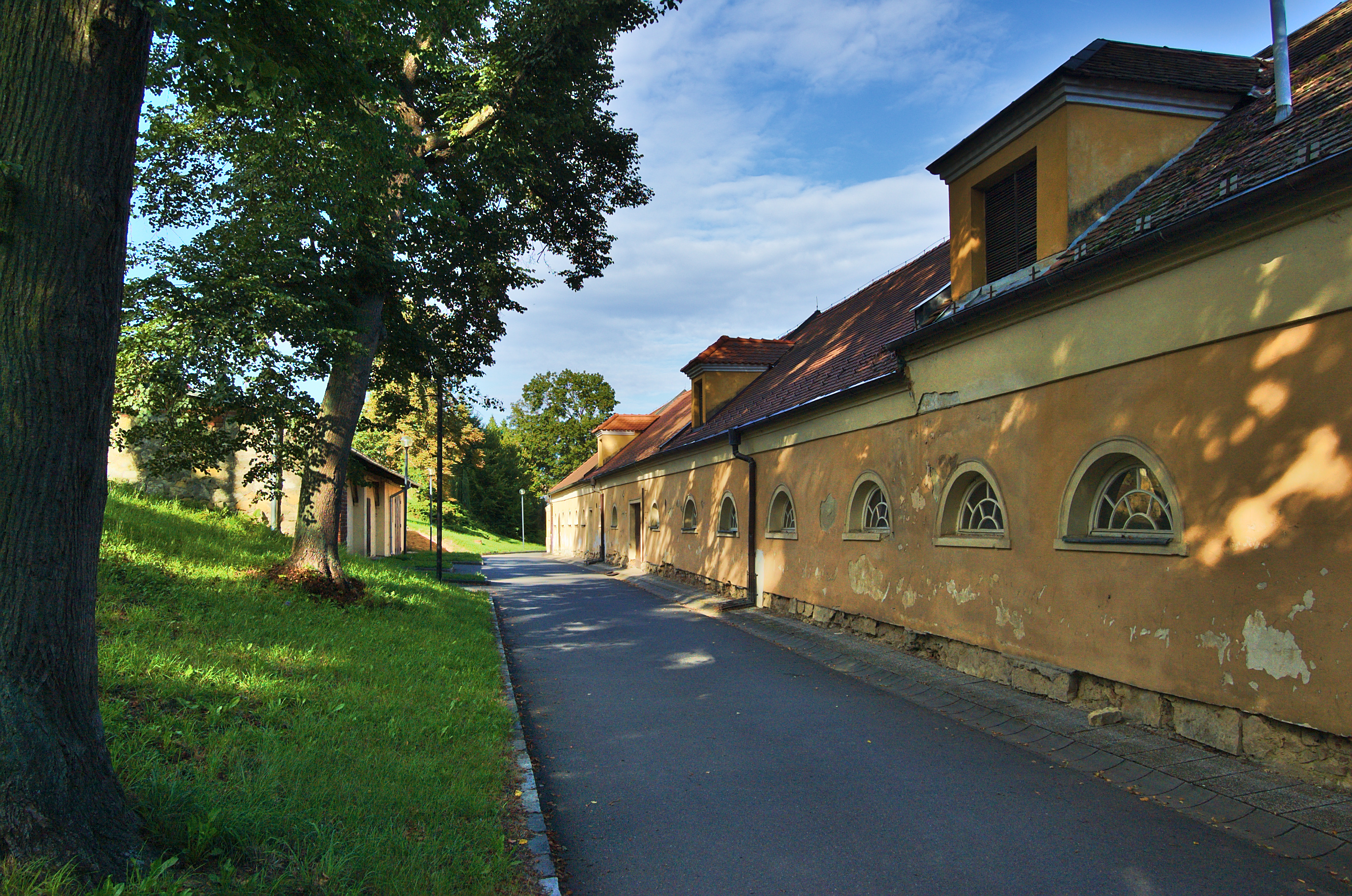
Severní křídlo
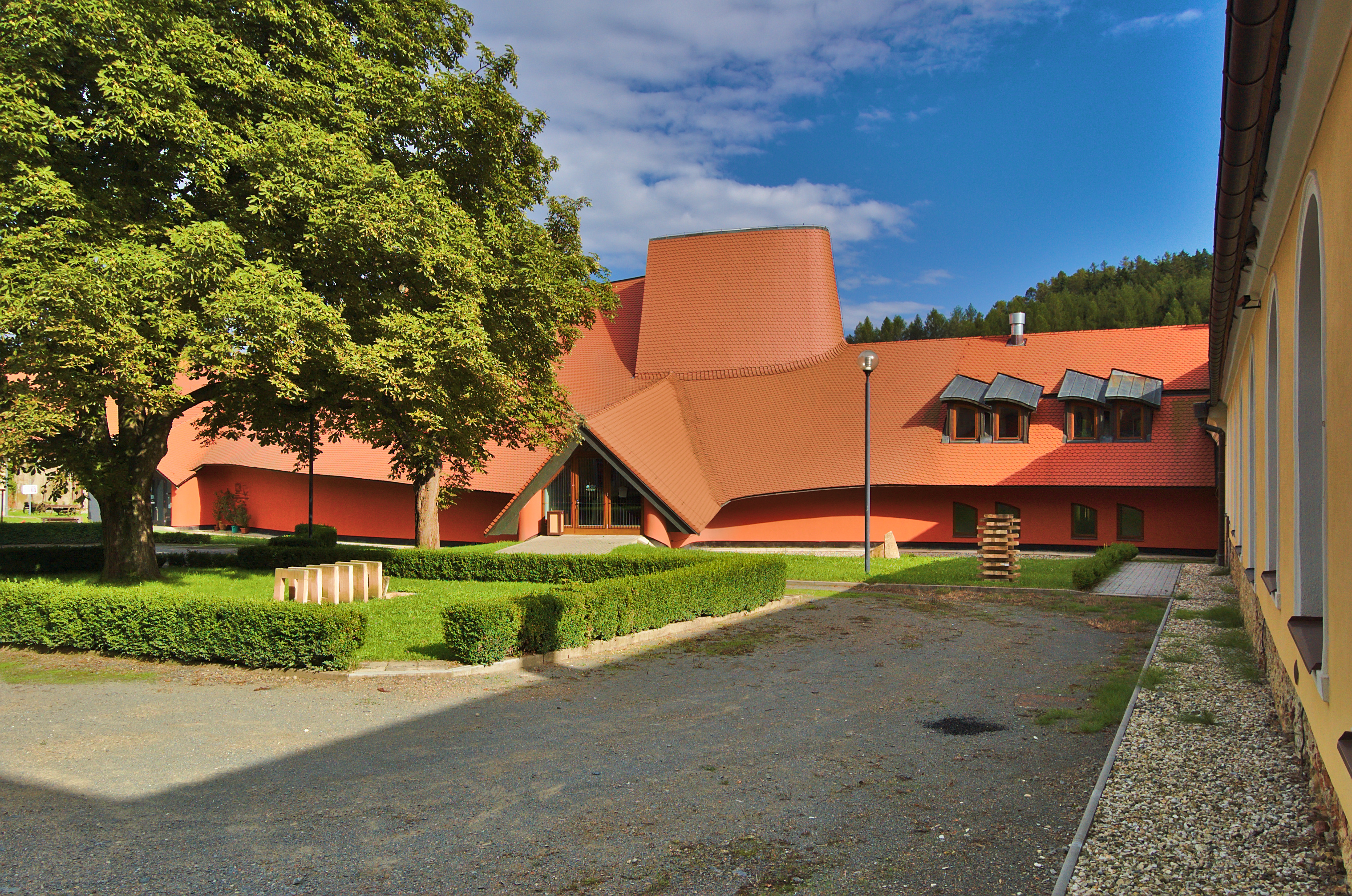
Znovuvystavěné jižní křídlo, které je dnes sídlem Moravského kartografického centra
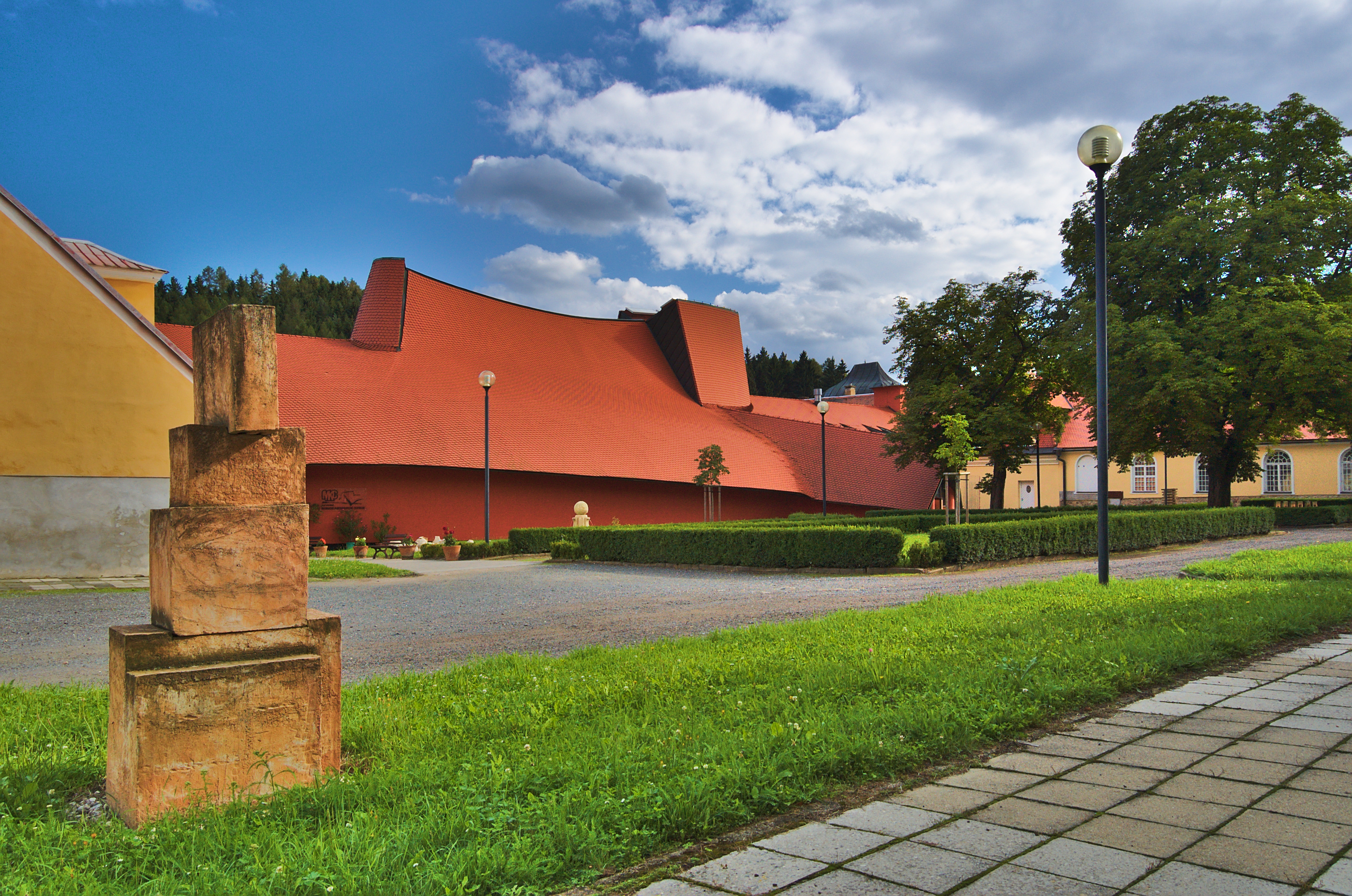
Nádvoří
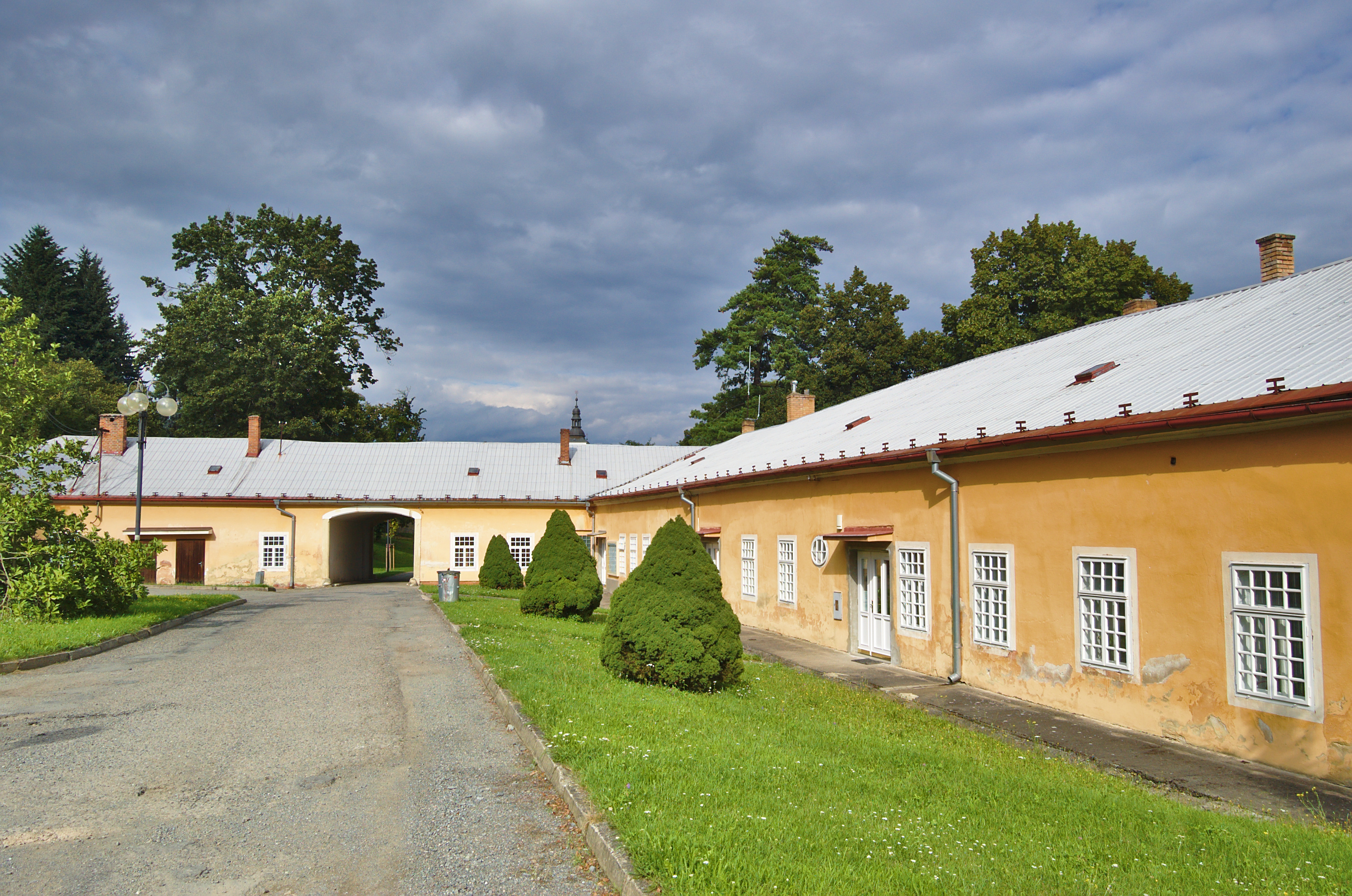
Budovy směrem ke kostelu svatého Jiří
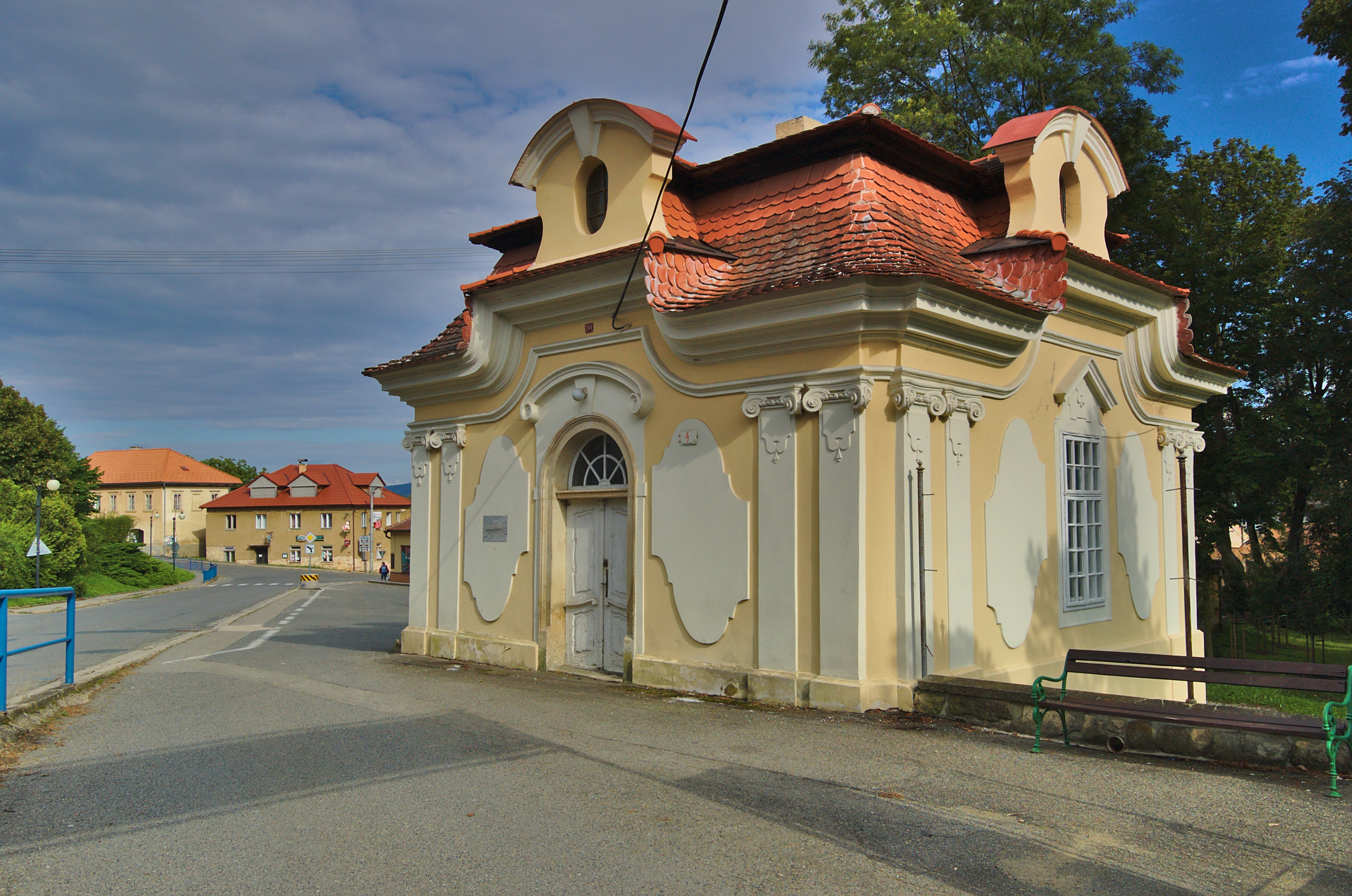
Budova u vstupu do zámeckého parku
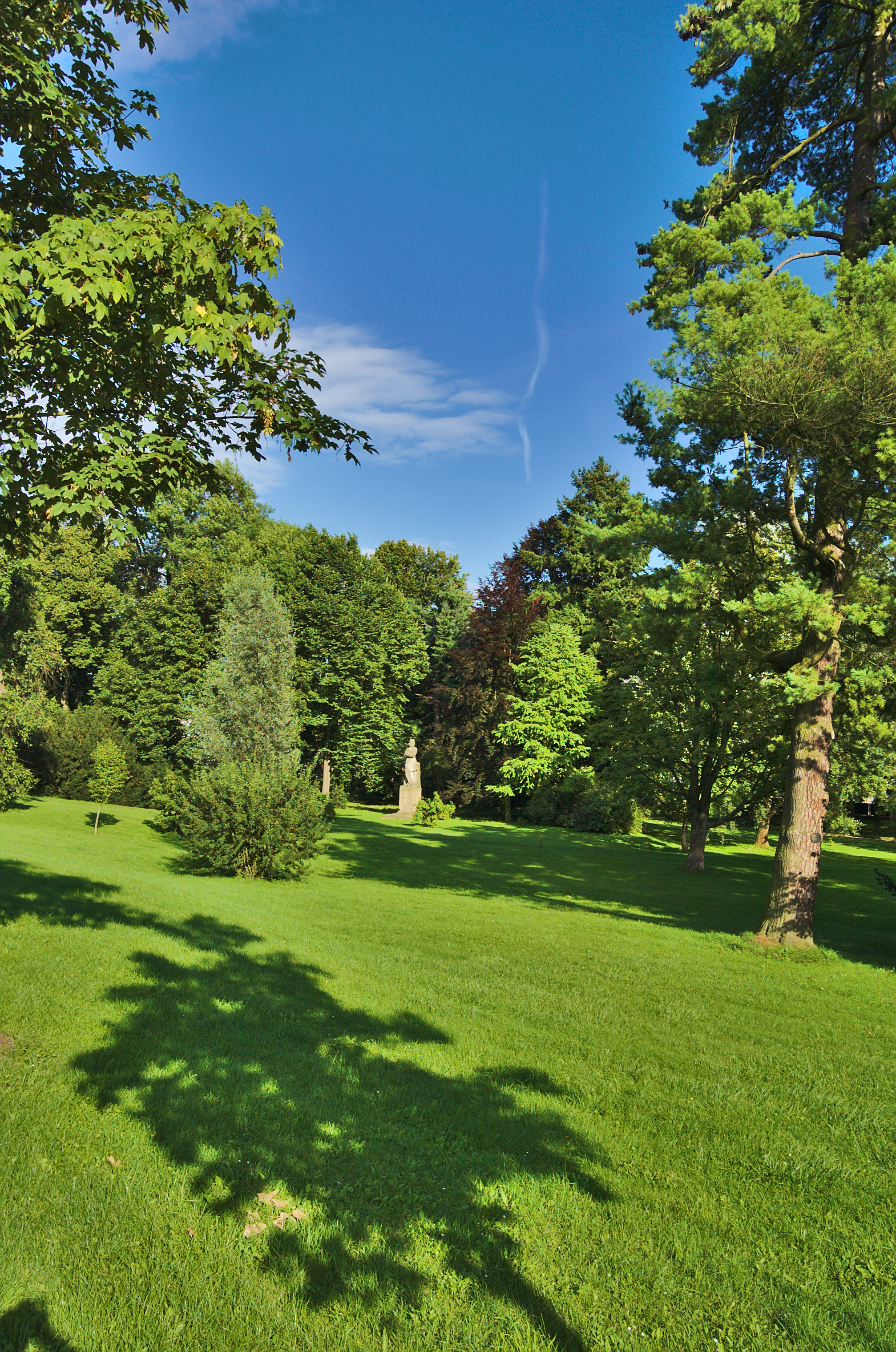
Zámecký park
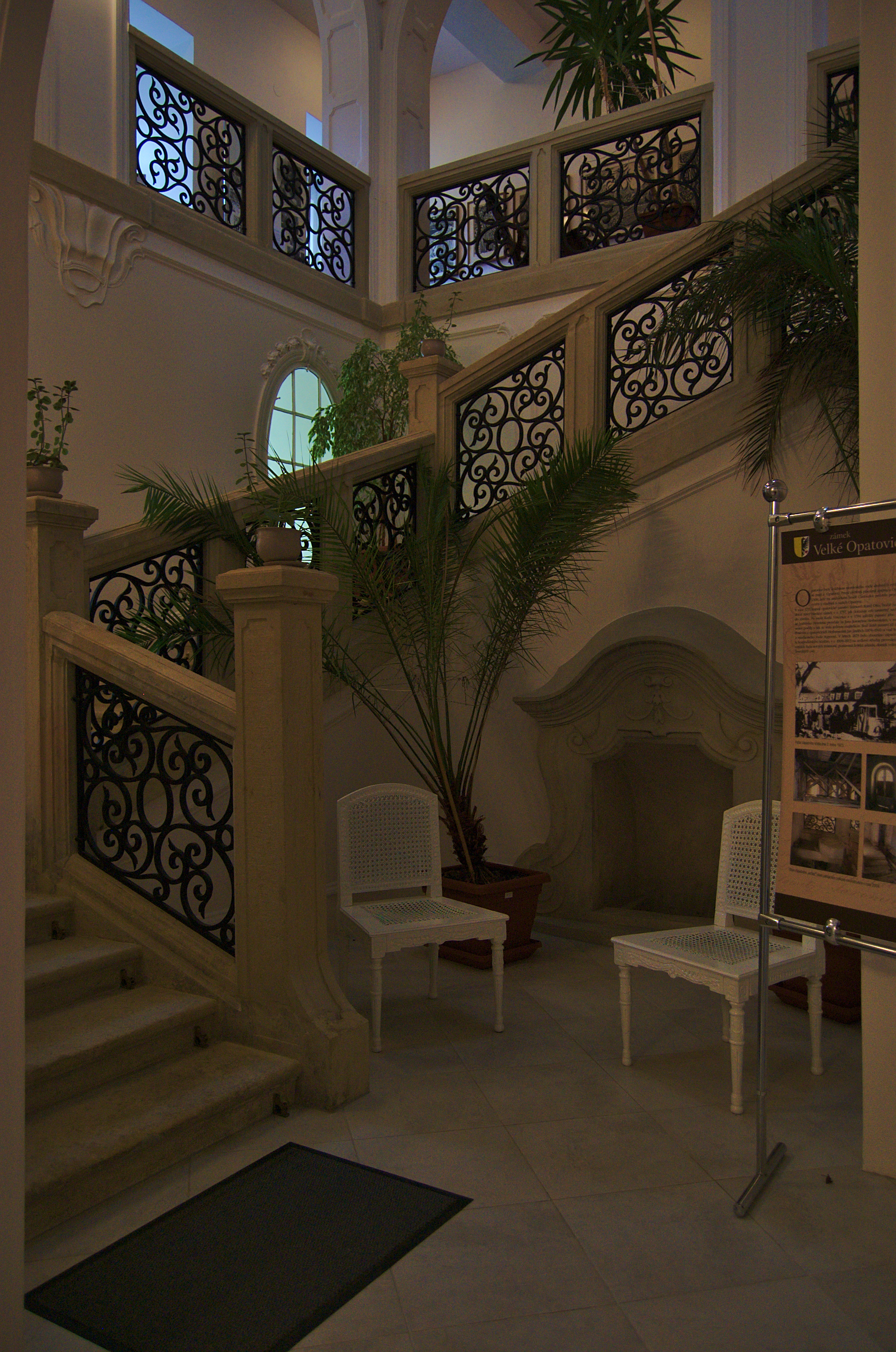
Interiér – schodiště
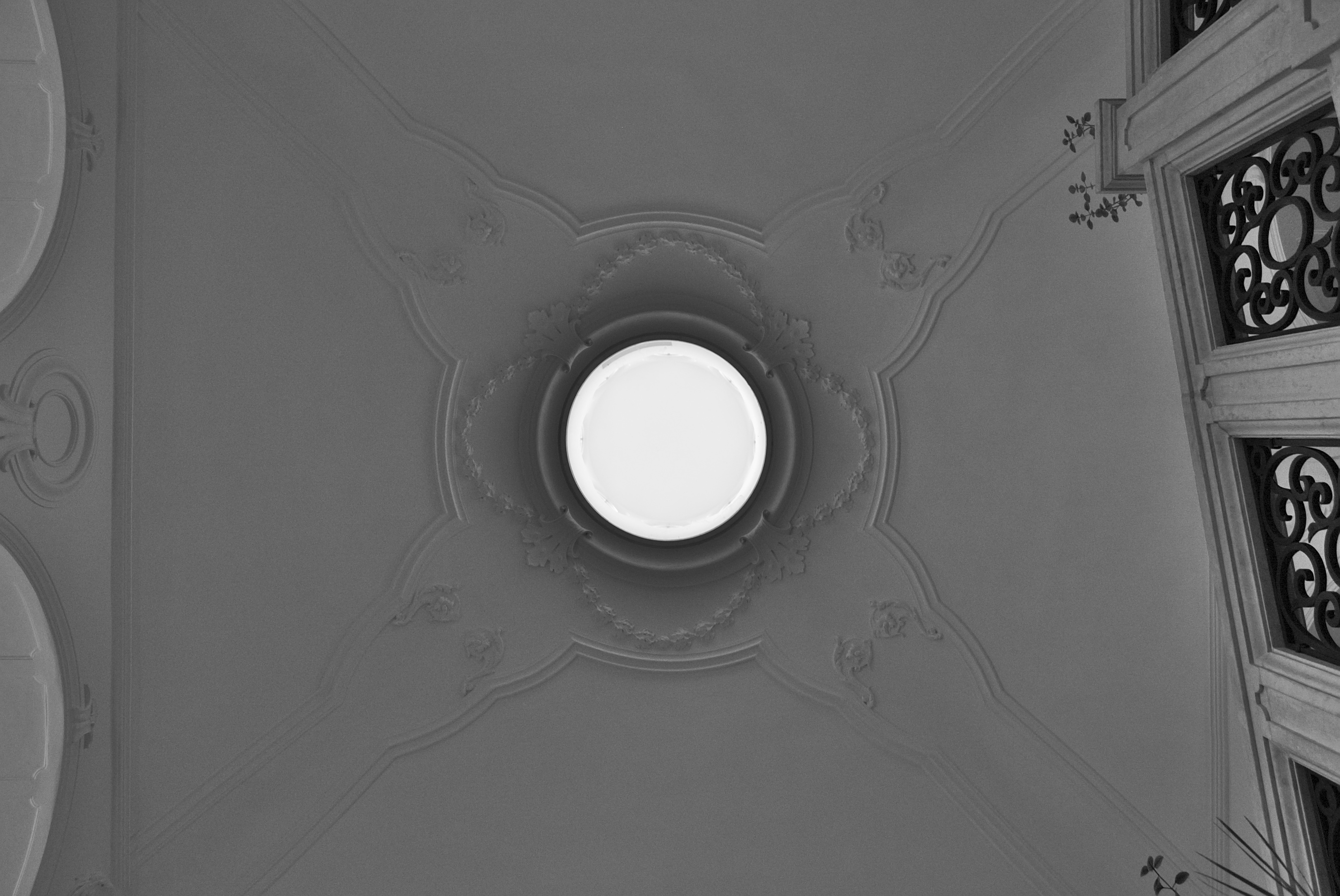
Interiér – kupole
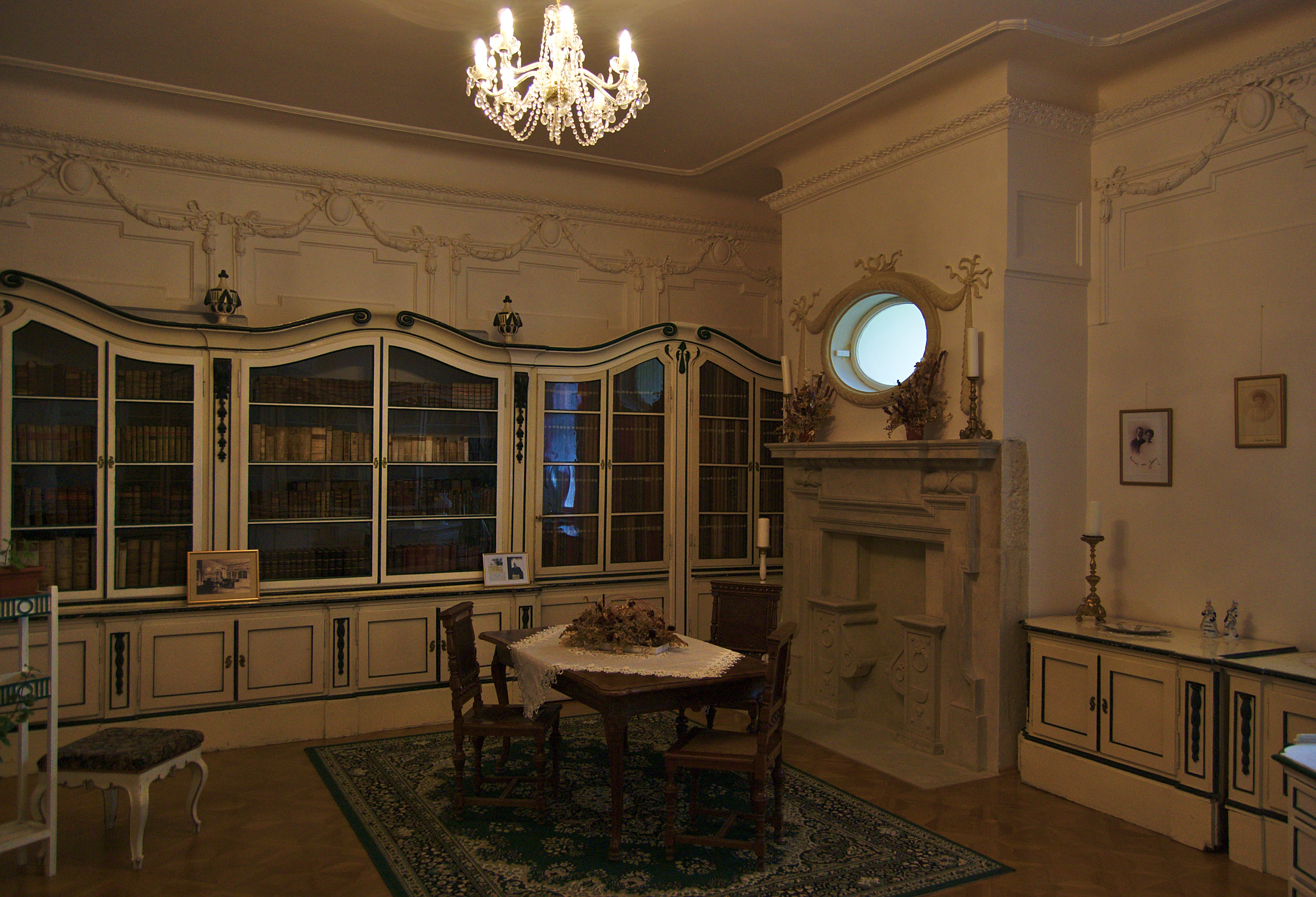
Interiér – původně vybavená místnost
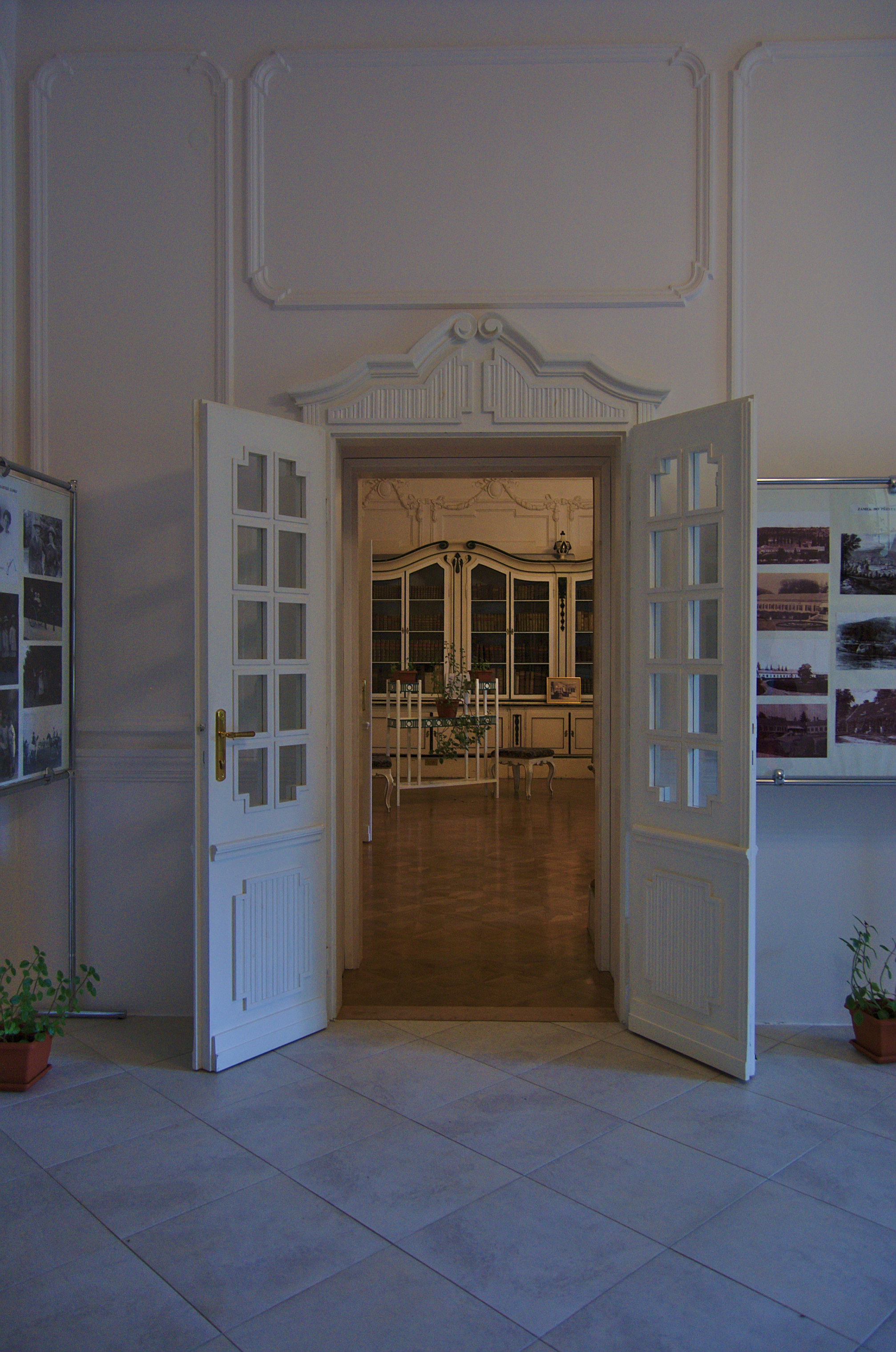
Interiér – chodba
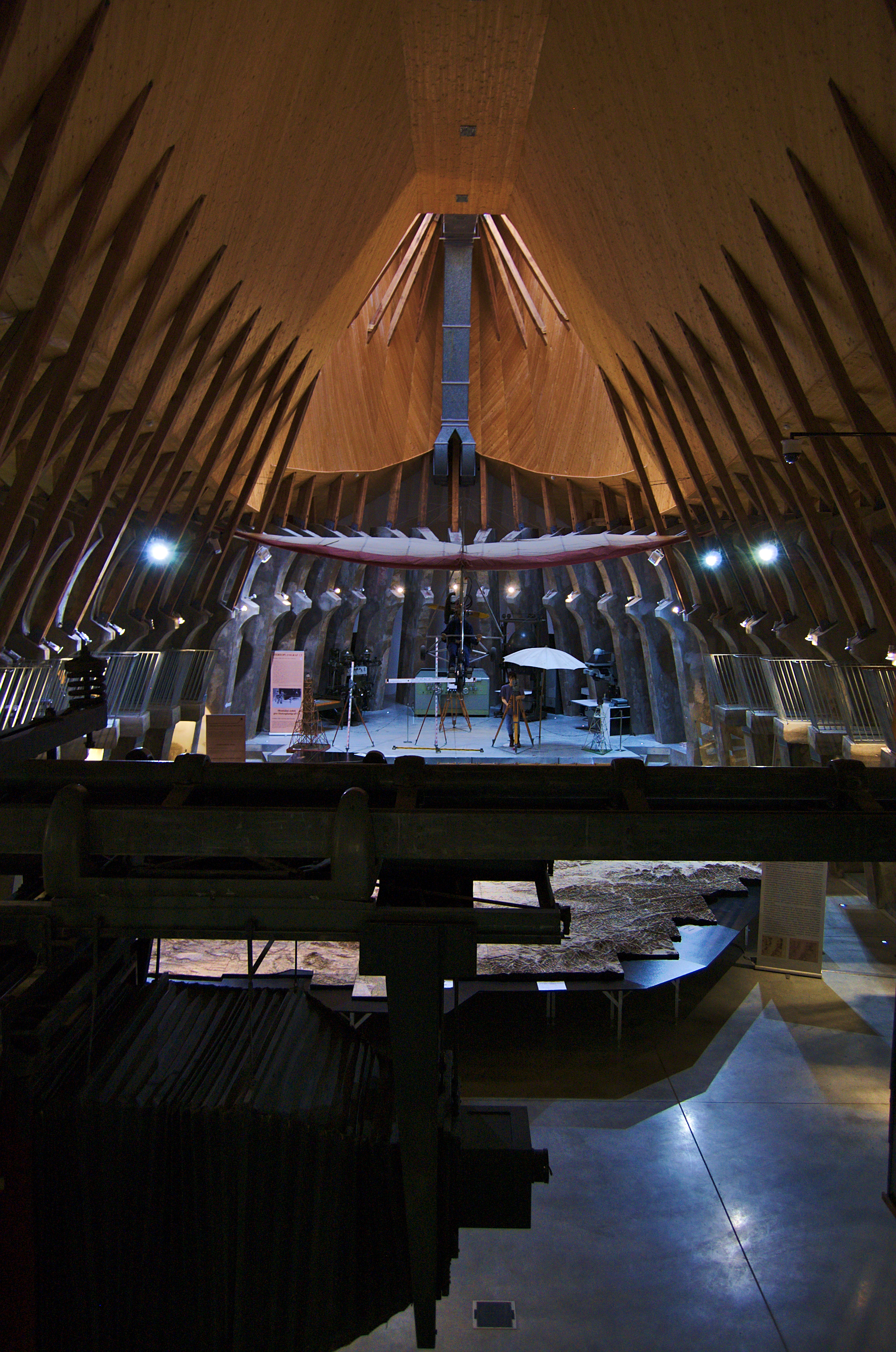
Vnitřek Moravského kartografického centra